# Director musices
Director musices, griechisch-lateinisch für Musikdirektor, war ein Titel für Kapellmeister vor allem an europäischen Universitäten oder Kathedralen, manchmal auch an Domschulen. Der Titel ist heute noch an den Universitäten in Schweden in Gebrauch. In Finnland bezeichnet der Titel einen Ehrenpreis, der von der Regierung vergeben wird.
Heutige directores musices sind vor allem für die Musik an einer Universität verantwortlich und sind dabei Chor- und/oder Orchester-Dirigenten.

## Schwedische Universitäten mit Director musices Befassungen
- Universität Uppsala, seit 1620
- Universität Lund, seit 1748
- Universität Linköping, seit 1993
- Universität Umeå, seit 2000
- Königlich Technische Hochschule Stockholm, seit 2002
- Universität Örebro, seit 2003

## Bekannte Directores musices
- Johann Sebastian Bach, "Cantor zu St. Thomae und Director Musices Lipsiensis"
- Friedrich Haeffner, Universität Uppsala 1808–1833
- Wilhelm Stenhammar, Universität Uppsala 1909
- Hugo Alfvén, Universität Uppsala 1910–1939
- Lars-Erik Larsson, der Universität Uppsala 1961–1965